# 乔治安·德阿拉斯凯塔
乔治安·丹尼尔·德阿拉斯凯塔·贝内德蒂（西班牙語：Giorgian Daniel de Arrascaeta Benedetti，發音：[ˈɟʝoɾʝan de araskaˈeta]；1994年6月1日—），乌拉圭职业足球运动员，司职攻击型中场、左边锋，效力于巴西足球甲級聯賽俱乐部法林明高競賽會和烏拉圭國家足球隊，曾代表乌拉圭出战2015年、2019年、2021年和2024年的美洲杯足球赛，以及2018年和2022年國際足協世界盃的國際足協世界盃。